# 深川 (江東区)
深川（ふかがわ）は、東京都江東区の町名。現行行政地名は深川一丁目および深川二丁目。以前の亀住町、万年町、冬木町1丁目、和倉町1丁目に当たる。全般的に「深川」と呼ばれる場合は、深川1、2丁目だけでなく、より広い範囲を指し、かつての深川区全域に当たる。

## 地理
東京都江東区の西側に位置し、深川地域に属する。北で平野、東で冬木、南で富岡、南西で門前仲町、西で福住と隣接する。江東区深川は、首都高速9号線深川線の北側から運河までの一帯で、北西端には清澄橋、北東端には木更木橋があり、清澄通りを境に西側が1丁目、東側が2丁目になる。当地を含む広域の深川一帯（旧：深川区）は、地名を冠した深川丼（深川めし）が名物としても知られる。

### 河川
- 仙台堀川
  - 海辺橋
  - 清澄橋

## 歴史
いわゆる「深川」と呼ばれる広域地域（深川区全域）は、慶長の初期 (1596～1614)、江戸がまだ町造りを始めたばかりの頃、摂津国（現：大阪府）から移住してきた深川八郎右衛門が小名木川北岸一帯の開拓を行い、その深川の苗字を村名とし、これがこの地一帯を呼ぶ名称となった。江戸初期には漁師町だったが、明暦の大火 (1657) 以降に開発され、万治2年 (1659) に両国橋が架けられたことで急速に都市化し、永代寺（現：江東区富岡）の門前は料理屋や屋台の並ぶ繁華街になり、やがて岡場所が出来、信仰と行楽の場所として多くの人々が訪れる地域となった。
この広域の深川一帯には、材木商人として財を成した紀伊国屋文左衛門や奈良屋茂左衛門も一時邸を構える（紀伊国屋は現：江東区清澄、奈良屋は現：江東区白河）。1702年（元禄15年）の大石良雄率いる赤穂浪士が吉良義央邸に討ち入った事件では、一行は富岡八幡宮（現：江東区富岡）の前の茶屋で最終的な打ち合わせのための会議を開いたと伝えられる。曲亭馬琴は深川（現：江東区平野）で生まれ、平賀源内（現：江東区清澄）や松尾芭蕉（現：江東区常盤）、伊能忠敬（現・江東区福住）なども住んだ。
1878年、郡区町村編制法施行に伴い、深川一帯にある99町が統合されて、東京15区の一つとして深川区が成立した。ついで1889年市制町村制施行によって横十間川より西側の地域全てが深川区になる（横十間川以東は南葛飾郡大島村に編入された）。これらはいずれも現在の江東区深川よりはるかに広い範囲である。戦後1947年に城東区と合併し、現在の江東区となる。
関東大震災後、何度か区画整理と町名改正が成され、深川区の亀住町、万年町、冬木町1丁目、和倉町1丁目と呼ばれていた地域が江東区深川1丁目と2丁目に改正された（江東区の町名参照）。

### 永代島
現在の江東区富岡付近は永代島と呼ばれた河口の中洲だったが、江戸初期より深川一帯は埋立と開拓が進められた。永代寺、富岡八幡宮もここに創建された。また江戸の芥溜は深川（永代島、のちには越中島）へ運ばれて埋め立てられた。

### 地名の由来
近世まではただの茅野であったが、徳川家康の入国により天正18年（1590年）から開削が進められていた小名木川の北側を、摂津国出身の深川八郎右衛門ほか6人が開拓し、慶長元年（1596年）に深川村を創建したのが始まりであるという。

## 世帯数と人口
2023年（令和5年）1月1日現在（東京都発表）の世帯数と人口は以下の通りである。
| 丁目       | 世帯数    | 人口    |
| ---------- | --------- | ------- |
| 深川一丁目 | 1,079世帯 | 1,710人 |
| 深川二丁目 | 1,654世帯 | 2,440人 |
| 計         | 2,733世帯 | 4,150人 |

### 人口の変遷
国勢調査による人口の推移。
| 年                 | 人口  |
| ------------------ | ----- |
| 1995年（平成7年）  | 3,899 |
| 2000年（平成12年） | 3,591 |
| 2005年（平成17年） | 3,527 |
| 2010年（平成22年） | 3,467 |
| 2015年（平成27年） | 3,952 |
| 2020年（令和2年）  | 4,133 |

### 世帯数の変遷
国勢調査による世帯数の推移。
| 年                 | 世帯数 |
| ------------------ | ------ |
| 1995年（平成7年）  | 1,744  |
| 2000年（平成12年） | 1,705  |
| 2005年（平成17年） | 1,799  |
| 2010年（平成22年） | 1,882  |
| 2015年（平成27年） | 2,344  |
| 2020年（令和2年）  | 2,606  |

## 学区
区立小・中学校に通う場合、学区は以下の通りとなる（2023年4月時点）。
| 丁目       | 番地     | 小学校             | 中学校                 |
| ---------- | -------- | ------------------ | ---------------------- |
| 深川一丁目 | 全域     | 江東区立明治小学校 | 江東区立深川第二中学校 |
| 深川二丁目 | 12～30番 | 江東区立明治小学校 | 江東区立深川第二中学校 |
| 深川二丁目 | 1〜11番  | 江東区立数矢小学校 | 江東区立深川第二中学校 |

## 交通

### 鉄道
町域内の地下に都営地下鉄大江戸線が通るが駅は設置されていない。最寄駅は東京メトロ東西線・都営大江戸線の門前仲町駅または東京メトロ半蔵門線・都営大江戸線の清澄白河駅である。

### バス
- 東京都交通局

### 道路
- 東京都道475号永代葛西橋線（葛西橋通り）
- 東京都道463号上野月島線（清澄通り）
- 首都高速道路・出入口
  - 首都高速9号深川線
  - 福住出入口

## 事業所
2021年（令和3年）現在の経済センサス調査による事業所数と従業員数は以下の通りである。
| 丁目       | 事業所数  | 従業員数 |
| ---------- | --------- | -------- |
| 深川一丁目 | 107事業所 | 1,473人  |
| 深川二丁目 | 191事業所 | 2,126人  |
| 計         | 298事業所 | 3,599人  |

### 事業者数の変遷
経済センサスによる事業所数の推移。
| 年                 | 事業者数 |
| ------------------ | -------- |
| 2016年（平成28年） | 267      |
| 2021年（令和3年）  | 298      |

### 従業員数の変遷
経済センサスによる従業員数の推移。
| 年                 | 従業員数 |
| ------------------ | -------- |
| 2016年（平成28年） | 3,739    |
| 2021年（令和3年）  | 3,599    |

## 施設
- 江東区立明治小学校
- 双葉幼稚園
- 江東区立深川一丁目保育園
- 木材会館
- 亀堀公園
- 深川一丁目遊園
- 深川公園
- 増林寺
- 正覺寺
- 心行寺
- 玄信寺
- 法乗院
- 陽岳寺

## 深川地域
江東区のうち旧深川区については現在も深川地域とされる。ただし、臨海部については、湾岸地域と分類されることが一般的である。深川江戸資料館（白河一丁目）が出来たり、深川めしが東京駅の駅弁のメニューに登場したりで、脚光を浴びるようになった。また、江東区深川の町域外にも深川不動堂（富岡一丁目）など、深川の地名のつく施設が置かれる。

### 祭礼
- 深川祭

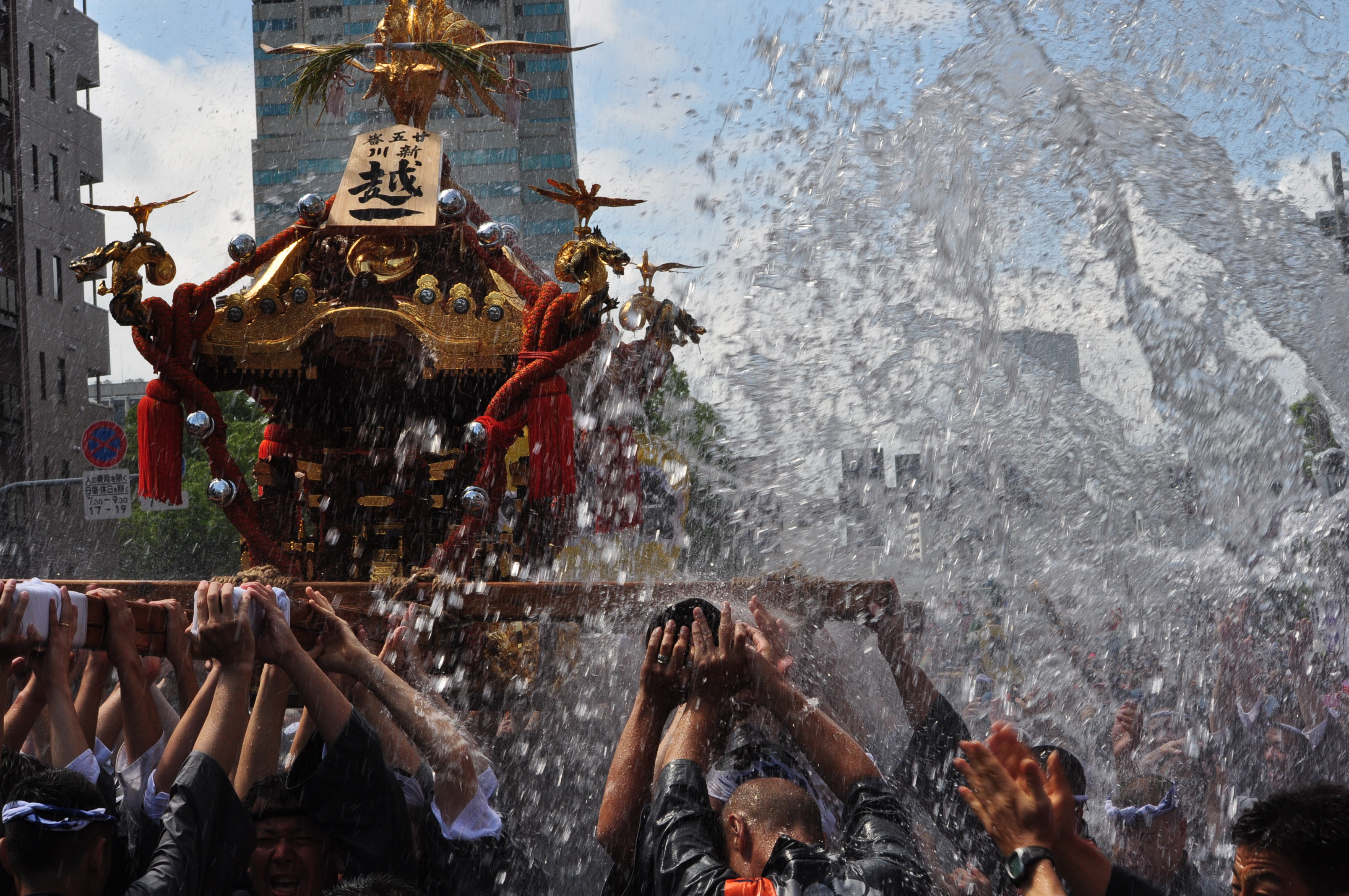
深川祭での水かけ神輿

  - 渡御途中の中央区新川（永代橋西詰付近）からは厚化粧して日本髪の鬘を被った女性の手古舞が加わる。

### 歴史

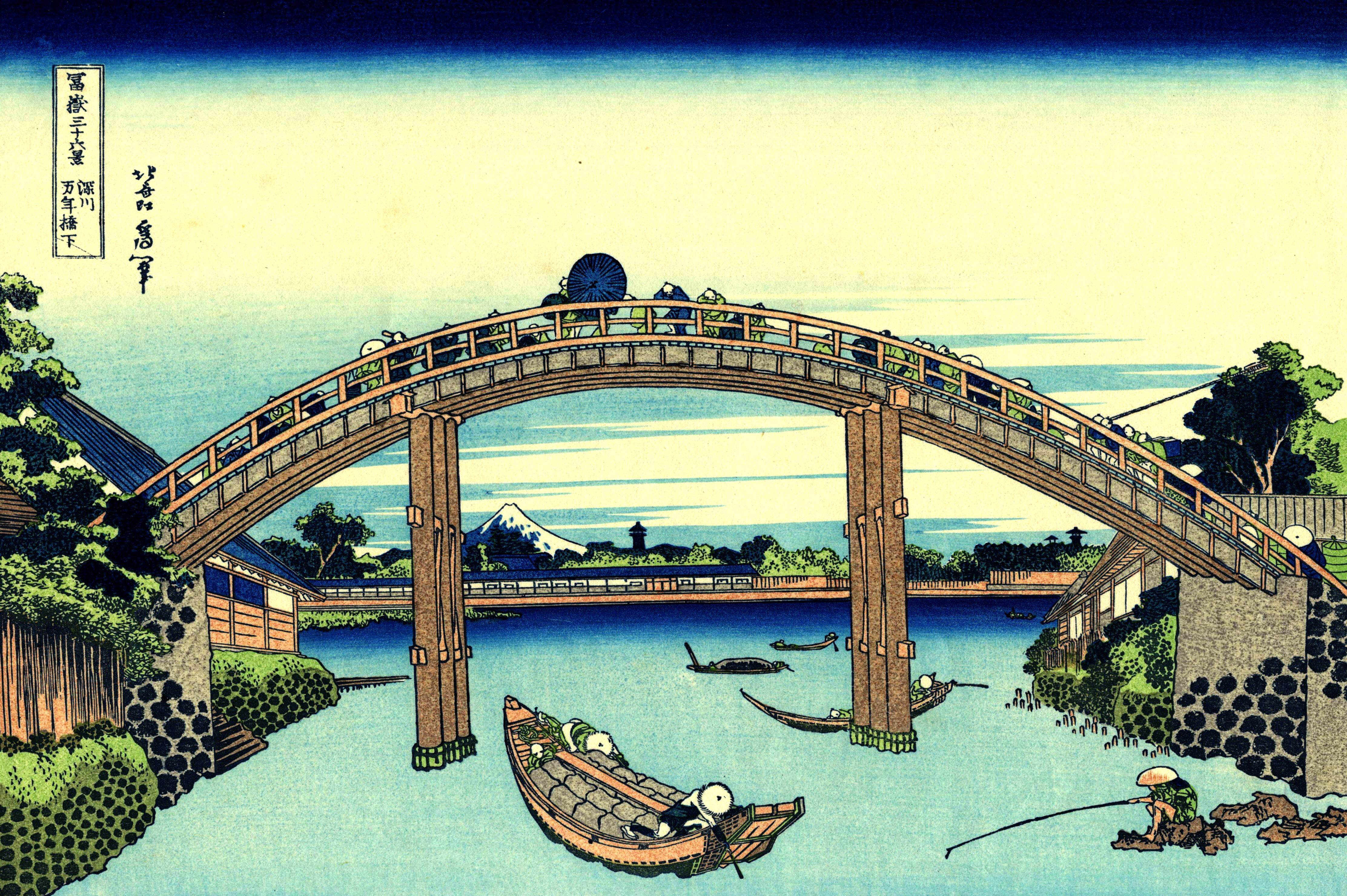
深川万年橋下

江戸時代末期に芸者遊びが盛んになった頃この深川の地で「深川芸者」が発足したこの深川芸者は現在オーストラリア人の紗幸さんを中心として日本の伝統の美しさを継承している。

### 旧町名
- 安宅町
- 深川大工町
- 材木町
- 佐賀町
- 数矢町

### 深川地域内の現行行政地名
- 有明
- 石島
- 海辺
- 永代
- 越中島
- 枝川
- 扇橋
- 木場
- 清澄

- 佐賀
- 猿江
- 塩浜
- 東雲
- 白河
- 新大橋
- 住吉
- 千石

- 千田
- 高橋
- 東陽
- 常盤
- 富岡
- 豊洲
- 平野
- 福住

- 深川
- 冬木
- 古石場
- 牡丹
- 三好
- 毛利
- 森下
- 門前仲町

## 著名な出身者
- 秋元順子（歌手）
- 岩崎宏美、岩崎良美（歌手）
- 小津安二郎（映画監督） - 亀住町（現：深川1丁目）生まれ
- 風祭甚三郎（深川区長）
- 角野栄子（児童文学作家）
- 杉村勇造（中国美術学者） - 亀住町生まれ
- 井上知幸（放送作家）
- きしたかの（お笑い芸人） - 両者深川出身

## その他

### 日本郵便
- 郵便番号 : 135-0033[3]（集配局 : 深川郵便局[18]）。